# 韓国の鉄道駅一覧 は-ほ
| あ - お | か - こ | さ - そ | た - と | な - の | は - ほ | ま - も | や - わ行 |

韓国の鉄道駅一覧 は-ほは、大韓民国の鉄道駅のうち、は〜ほで始まるものの一覧である。
なるべく読みを付け、同名・同表記の駅には事業者名も付した。

## は行
- ハンニョウル駅 - （ハギョウルえき）
- 朴村駅 - （パクチョンえき）
- 鶴亭駅 - （ハクチョンえき）
- 鶴洞駅 - （ハクトンえき）
- 鶴洞・証心寺入口駅 - （ハクトンチュンシムサイックえき）
- 下渓駅 - （ハゲえき）
- 坡州駅 - （パジュえき）
- 下端駅 - （ハダンえき）
- 河東駅 - （ハドンえき）
- 板岩駅 - （パナムえき）
- 半夜月駅 - （パニャウォルえき）
- 漢陽大駅 - （ハニャンデえき）
- 盤如農産物市場駅 - （パニョノンサンムルシジャンえき）
- 半月駅 - （パヌォルえき）
- 半月堂駅 - （パノルダンえき）
- 合井駅 - （ハプチョンえき）
- 合徳駅 - （ハプトクえき）
- 合同庁舎駅 - （ハプトンチョンサえき）
- 咸安駅 - （ハマンえき）
- 咸悦駅 - （ハミョルえき）
- 咸昌駅 - （ハムチャンえき）
- 咸平駅 - （ハムピョンえき）
- 河陽駅 - （ハヤンえき）
- パラダイスシティ駅 - （パラダイスシティえき）
- 八莒駅 - （パルゴえき）
- 鉢谷駅 - （パルゴクえき）
- 鉢山駅 - （パルサンえき）
- 八達駅 - （パルタルえき）
- 八達市場駅 - （パルタルシジャンえき）
- 八堂駅 - （パルタンえき）
- 翰林亭駅 - （ハルリムジョンえき）
- 芳荑駅 - （パンイえき）
- 漢江鎮駅 - （ハンガンジンえき）
- 板橋駅 - （パンキョえき・韓国鉄道公社長項線）
- 板橋駅 - （パンキョえき・新盆唐線、韓国鉄道公社京江線）
- 韓国航空大駅 - （ハングクハンゴンデえき）
- 盤谷駅 - （バンゴクえき）
- パンゴゲ駅 - （パンゴゲえき）
- 盤石駅 - （パンソクえき）
- 班城駅 - （パンソンえき）
- 漢城大入口駅 - （ハンソンデイックえき）
- 漢灘江駅 - （ハンタンガンえき）
- 芳村駅 - （パンチョンえき）
- 漢大前駅 - （ハンデアプえき）
- ハンティ駅 - （ハンティえき）
- 漢南駅 - （ハンナムえき）
- 放鶴駅 - （パンハクえき）
- 傍花駅 - （パンファえき）
- 方背駅 - （パンベえき）
- 盤浦駅 - （パンポえき）
- 博物館駅 - （パンムルグァンえき）

## ひ行
- 肥洞駅 - （ピドンえき）
- 郷南駅 - （ヒャンナムえき）
- 孝子駅 - （ヒョジャえき）
- 孝昌駅 - （ヒョチャンえき）
- 孝昌公園前駅 - （ヒョチャンゴンウォンアプえき）
- 孝泉駅 - （ヒョチョンえき）
- 別内駅 - （ピョルレえき）
- 別内ビョルガラム駅 - （ピョルレビョルガラムえき）
- 別於谷駅 - （ピョロゴクえき）
- 平江駅 - （ピョンガンえき）
- 餅店駅 - （ピョンジョムえき）
- 平昌駅 - （ピョンチャンえき）
- 顕忠院駅 - （ヒョンチュンウォンえき）
- 顕忠路駅 - （ヒョンチュンノえき）
- 坪村駅 - （ピョンチョンえき）
- 平沢駅 - （ピョンテクえき）
- 平洞駅 - （ピョンドンえき）
- 県洞駅 - （ヒョンドンえき）
- 坪内好坪駅 - （ピョンネホピョンえき）
- 平海駅 - （ピョンへえき）

## ふ行
- 花園駅 - （ファウォンえき）
- 華渓駅 - （ファゲえき）
- 禾谷駅 - （ファゴクえき）
- 花亭駅 - （ファジョンえき）
- 花井駅 - （ファジョンえき）
- 和順駅 - （ファスンえき）
- 華西駅 - （ファソえき）
- 華城市庁駅 - （ファソンシチョンえき）
- 花本駅 - （ファボンえき）
- 華明駅 - （ファミョンえき・韓国鉄道公社京釜線）
- 華明駅 - (ファミョンえき・釜山交通公社)
- 釜岩駅 - （プアムえき）
- 華陽駅 - （ファヤンえき）
- 花郎台駅 - （ファランデえき・ソウル交通公社）
- 黄澗駅 - （ファンガンえき）
- 黄金駅 - （ファングムえき）
- 喜方寺駅 - （フィバンサえき）
- 府院駅 - （プウォンえき）
- 回基駅 - （フェギえき）
- 懐徳駅 - （フェドクえき）
- 会賢駅 - （フェヒョンえき）
- 回龍駅 - （フェリョンえき）
- 横城駅 - （フェンソンえき）
- 横川駅 - （フェンチョンえき）
- 芙江駅 - （プガンえき）
- 北漢山牛耳駅 - （プカンサンウイえき）
- 北漢山輔国門駅 - （プカンサンボグンムンえき）
- 北永川駅 - （プギョンチョンえき）
- 黒石駅 - （フッソクえき）
- 北川駅 - （プクチョンえき）
- 富開駅 - （プゲえき）
- 釜山駅 - （プサンえき）
- 釜山鎮駅 - （プサンジンえき・韓国鉄道公社京釜線、東海線、牛岩線）
- 釜山鎮駅 - （プサンジンえき・釜山交通公社1号線）
- 釜山大駅 - （プサンデえき）
- 釜山大梁山キャンパス駅 - （プサンデヤンサンキャンパスえき）
- 扶助駅 - （プジョえき）
- 釜田駅  - （プジョンえき・韓国鉄道公社）
- 釜田駅 - （プジョンえき・釜山交通公社）
- 富川駅 - （プチョンえき）
- 富川市庁駅 - （プチョンシチョンえき）
- 富川総合運動場駅 - （プチョン・チョンハブンドンジャンえき）
- 北区庁駅 - （プックチョンえき）
- 夫鉢駅 - （プバルえき）
- 富平駅 - （プピョンえき）
- 富平サムゴリ駅 - （プピョンサムゴリえき）
- 富平市場駅 - （プピョンシジャンえき）
- 富平区庁駅 - （プピョングチョンえき）
- 厚浦駅 - （フポえき）
- 釜湖駅 - （プホえき）
- 仏岩駅 - （プラムえき）
- 仏岩山駅 - （プラムサンえき）
- 仏国寺駅 - （プルグクサえき）
- 仏光駅 - （プルグァンえき）
- 豊基駅 - （プンギえき）
- 楓山駅 - （プンサンえき）
- 興田駅 - （フンジョンえき）
- 興宣駅 - （フンソンえき）
- 汾川駅 - （プンチョンえき）
- 興富駅 - （フンブえき）

## へ行
- 解顔駅（ヘアンえき）
- 海雲台駅 - （ヘウンデえき）
- 白楊里駅 - （ペギャンニえき）
- BEXCO駅 - （ペクスコえき）
- 白羊寺駅 - （ペクヤンサえき）
- 白雲駅 - （ペグンえき）
- 盃山駅 - （ペサンえき）
- 白石駅 - （ペッソクえき）
- 排芳駅 - （ペバンえき）
- 恵化駅 - （ヘファえき）
- 幸信駅 - （ヘンシンえき）
- 杏堂駅 - （ヘンダンえき）
- 白馬駅 - （ペンマえき）
- 白馬高地駅 - （ペンマゴジえき）

## ほ行
- 福井駅 - （ポクチョンえき）
- 虎口浦駅 - （ホグポえき）
- 虎渓駅 - （ホゲえき）
- 保山駅 - （ポサンえき）
- 宝亭駅 - （ポジョンえき）
- 宝城駅 - （ポソンえき）
- 甫川駅 - （ポチョンえき）
- ポティゴゲ駅 - （ポティゴゲえき）
- 浦項駅 - （ポハンえき）
- 洑坪駅 - （ポピョンえき）
- 湖浦駅 - （ホポえき）
- 凡一駅 - （ポミルえき・釜山交通公社）
- 凡一駅 - （ポミルえき・韓国鉄道公社）
- ポムゲ駅 - （ポムゲえき）
- ポムコル駅 - （ポムコルえき）
- ポムネゴル駅 - （ポムネッコルえき）
- 普門駅 - （ポムンえき）
- 泛魚駅 - （ポモえき）
- 梵魚寺駅 - （ポモサえき）
- ポラメ駅 - （ポラメえき）
- 筏橋駅 - （ポルギョえき）
- 奉恩寺駅 - （ポンウンサえき）
- 弘済駅 - （ホンジェえき）
- 洪城駅 - （ホンソンえき）
- 奉天駅 - （ポンチョンえき）
- 弘大入口駅 - （ホンデイックえき）
- 奉化駅 - （ポンファえき）
- 烽火山駅 - （ポンファサンえき）
- 鳳凰駅 - （ポンファンえき）
- 鳳鳴駅 - （ポンミョンえき）
- 凡勿駅 - （ポンムルえき）
- 鳳陽駅 - （ポンヤンえき）